# Поляков, Александр Миронович
Александр Миронович Поляков — советский хозяйственный деятель, Герой Социалистического Труда.

## Биография
Родился в 1918 году в селе Биликтуй. Член КПСС.
В 1934—1937 — лесоруб в Восточно-Сибирском крае.
В 1937—1939 — военнослужащий пограничных войск.
В 1939—1973 — строитель-монтажник, бригадир строительной комплексной бригады Анжерского строительного управления треста «Кемеровшахтострой» комбината «Кузбассшахтострой» Министерства строительства предприятий угольной промышленности СССР.
Указом Президиума Верховного Совета СССР от 26 апреля 1957 года присвоено звание Героя Социалистического Труда с вручением ордена Ленина и золотой медали «Серп и Молот».
Делегат XXII съезда КПСС.
Почетный гражданин Анжеро-Судженска.
Умер в 2008 году в Анжеро-Судженске.

## Награды и звания
- Герой Социалистического Труда (26.04.1957)
- Орден Ленина (26.04.1957)